# 丝叶鸦葱
丝叶鸦葱（学名：Scorzonera curvata）为菊科鸦葱属的植物。分布在俄罗斯、蒙古以及中国大陆的青海、黑龙江、内蒙古等地，生长于海拔3,000米的地区，多生于丘陵坡地及山燥山坡，目前尚未由人工引种栽培。